# Orange Austria

Ehemaliges Logo von ONE bis 22. September 2008

Die Orange Austria Telecommunication GmbH, ehemals ONE GmbH und davor Connect Austria (Connect Austria Gesellschaft für Telekommunikation GmbH), war der drittgrößte Mobilfunkanbieter Österreichs, in dessen Netz mehr als 2,1 Mio. Kunden telefonierten. Am 22. September 2008 wurde aus ONE Orange. Seit 1. Juli 2013 war Orange in Österreich eine Marke der Hutchison Drei Austria, am 18. August 2013 ist die Marke gänzlich aus Österreich entfernt worden.

## Technologie
ONE startete am 26. Oktober 1998 als erste Mobilfunkgesellschaft im Frequenzbereich DCS 1800. Zur Bewerbung war das Papier der Zeitung Der Standard – an diesem Nationalfeiertag in den Selbstverkaufstaschen auf der Straße – hellblau statt rosa eingefärbt. 2004 erwarb das Unternehmen zusätzliche Frequenzen im 900-MHz-Band, die gemeinsam mit EDGE eingesetzt wurden.
Von Orange Austria wurden neben Mobilfunk-Sprachtelefonie und Kurznachrichten zuletzt folgende Dienste angeboten:
- GSM
- GPRS
- EDGE – in GSM 900 Zellen (Stand Februar 2010: 400 Sender ausgestattet, 400–500 weitere sollen folgen)
- HSCSD
- UMTS
- HSDPA / HSUPA
- HSPA+
- Festnetz- und Internet-Anschlüsse für Großkunden
- Festnetz-, Internet- und Mobiltelefonie unter der Marke der Tochterfirma YESSS!

## Versorgung
Die Netzabdeckung betrug laut eigenen Angaben 98,6 % (GSM Population Coverage) sowie rund 70 % für UMTS.
Seit August 2009 war Wiener Neustadt der österreichische Teststandort von Orange für neue Technologien, die bessere Qualität, raschere Datenübertragungen und neue Angebote ermöglichten. Beim Test des renommiertesten deutschsprachigen Telekom-Magazins Connect erhielt das Orange Netz die Gesamtnote „sehr gut“ (Connect Test 12/09).
Mitte März 2010 implementierte Orange in Wiener Neustadt gemeinsam mit Ericsson als erster Mobilfunkbetreiber in Österreich und einer der ersten in Europa 42 Mbit/s in sein HSPA-Netz. 
Alle ehemaligen Kunden von Orange nutzen seit Mitte 2013 das Mobilfunknetz von Hutchison Drei Austria.

## Wiederverkäufer und Marken
YESSS! war eine 100%ige Tochter von Orange. Mit dem Verkauf von Orange an Hutchison Drei Austria wurde gleichzeitig YESSS! an A1 Telekom Austria verkauft. Weiters war Orange mit 25,1 % an der eety-Telecommunications GmbH beteiligt.

## Telefonnummer
Die Vorwahl von Orange Austria selbst lautete 0699, sofern nicht eine Nummer mit der Vorwahl eines anderen Anbieters per Rufnummernportierung mitgenommen wurde.
Teilnehmernummern bei Orange Austria folgten der Nummernstruktur 0699-x-abcdefg.
Dabei wurde Orange-Austria-intern x mit 1 (Leitung 1), 2 (Leitung 2), 3 (Voicebox), 4 (Fax) und 5 (Daten) vergeben, die alle dem Anschluss abcdefg zugeordnet wurden. 8 wurde für virtuelle Netzbetreiber (Yesss! (069981) und Tele2 (069988)) verwendet – die virtuellen Betreiber hatten eigene Vorwahlen, bestehende Nummern blieben aber gültig.
Somit bestanden Telefonnummern nach 0699 auch bei virtuellen Netzbetreibern immer aus 8 Ziffern, was bei anderen österreichischen Mobilfunknetzen bis dato unüblich war.

## Telefonietarife
Nach den Tarifen von ONE wie 4zu0 oder die Kleine und Große Plaudertasche, startete Orange im September 2008 mit den „Hallo Europa“-Tarifen, die erstmals in Österreich Auslandsgespräche in die Inlandstelefonie inkludierten. Danach folgten weitere Tarife wie „Halbe Grundgebühr“ und „halbe, halbe“. Im Februar 2010 brachte Orange die „Team 2010“-Tarife und startete gleichzeitig die Initiative „Orange hilft“, bei der Freiminuten, die bis zum Ende der Abrechnungsperiode nicht verbraucht wurden, zur Spende für karitative Projekte wurden.

## Mobiles Breitband
Mit den H.U.I.-Tarifen bot das Unternehmen (als ONE) im Frühjahr 2007 erstmals in Österreich einen mobilen Breitbandzugang zu Festnetzpreisen an. Ende 2009 waren 44 Prozent der österreichischen Breitbandanschlüsse mobil. 7 von 10 neuen Anmeldungen erfolgten für das mobile Internet. Neben den Tarifen Mobiles Internet 3 GB und Mobiles Internet 15 GB bot Orange in diesem Bereich auch die Mobiles-Internet-Wertkarte an. Orange verfügte per Ende 2009 über rund 250.000 mobile Breitbandkunden. Neben mobilen Datensticks bot Orange in diesem Bereich auch Mini-Netbook- und Netbook-Kombipakete an.

## Eigentümerstruktur
Orange Austria war seit 2. Oktober 2007 im Besitz von
- Orange (France Télécom): 35 % (Frankreich)
- Mid Europa Partners: 65 %[7]

Vorherige Eigentümerstruktur von ONE:
- E.ON: 50,10 % (Deutschland)
- Telenor: 17,45 % (Norwegen)
- Orange (France Télécom): 17,45 % (Frankreich)
- TDC A/S: 15 % (Dänemark)

### Übernahmen und Namensänderung
Am 20. Juni 2007 wurde in Pressemitteilungen verkündet, dass ONE von der französischen France Télécom und dem britischen Investor Mid Europa übernommen werde. Die France Télécom sollte zunächst 35 % an ONE halten und künftig ihre Anteile aufstocken. Damit einher ging auch ein Beitritt zur FreeMove Allianz. Außerdem wurde das Management neu besetzt. Die Europäische Kommission hatte die Übernahme genehmigt.
Der mit dem Wechsel des Eigentümers einhergehenden Markenänderung von ONE auf Orange ging ein einjähriger interner und externer Rebrandingprozess voran. In diesem Zuge wurde auf Plakaten unter dem Slogan „wir sind jetzt mehr“ visualisiert, wie in Österreich am 22. September 2008 die Wortmarke ONE mittels der Einfügung von „ra“ und „g“ buchstäblich im international bekannten Orange aufgeht.
Am 21. Dezember 2011 gab Hutchison Drei Austria bekannt, Orange für 1,4 Mrd. Euro übernehmen zu wollen. Um den Kartellrichtlinien zu entsprechen, sollte die Marke Yesss! für 380 Mio. Euro an A1 Telekom Austria abgegeben werden.
Am 3. Februar 2012 wurde der Kauf schließlich offiziell bestätigt. Im Kaufvertrag wurde der Unternehmenswert von Orange Austria mit rund 1,3 Milliarden Euro taxiert. A1 Telekom Austria übernahm die Diskont-Marke Yesss!, die Rechte an der ehemaligen Marke ONE sowie einige Frequenzen und Senderstandorte und zahlt dafür insgesamt 390 Mio. Euro, die restlichen 900 Mio. des Verkaufspreises wurden von Hutchison Drei Austria getragen.

## Unternehmensstruktur
Die Manager der Orange Austria waren:
- Jan Trionow (CEO – Chief Executive Officer)
- Rudolf Schrefl (CCO – Chief Commercial Officer)
- Sabine Hogl (CFO – Chief Financial Officer)
- Matthias Baldermann (CTO – Chief Technical Officer)

Die Manager der Orange Austria vor der Übernahme durch Drei waren:
- Michael Krammer (CEO – Chief Executive Officer)
- Sabine Bauer (CSO – Chief Sales Officer)
- Peter Nebenführ (CMO – Chief Marketing Officer)
- Christian Fuchs (CFO – Chief Financial Officer)
- Elmar Grasser (CTO – Chief Technical Officer)

Der Geschäftsführer von ONE vor der Übernahme durch Orange Austria war:
- Jørgen Bang-Jensen (Chief Executive Officer)

Er bekleidete diese Funktion seit der Gründung von ONE und war damit der längstdienende Geschäftsführer am österreichischen Mobilfunkmarkt.
Weitere Vertreter im Management Board von ONE (bis 2007):
- Holger Püchert (Chief Financial Officer)
- Michael Fried (Chief Commercial Officer)
- Peter Pedersen (Chief Technical Officer)

## Marktanteil

Marktanteile am österreichischen Mobilfunkmarkt (Stand: September 2010, gem. Daten RTR Telekom Monitor 1/2011)

Seit dem österreichweiten Start des Orange Austria-Netzes am 26. Oktober 1998 hatte Orange Austria seinen Marktanteil laut eigenen Angaben auf ca. 2,19 Millionen Kunden (das entspricht einem prozentuellen Marktanteil von ca. 20 Prozent) ausgebaut bis Dezember 2009.
| 31.12. | Marktanteil in % |
| ------ | ---------------- |
| 1999   | 09,69            |
| 2000   | 18,13            |
| 2001   | 19,53            |
| 2002   | 20,92            |
| 2003   | 19,37            |
| 2004   | 19,894           |
| 2005   | 20,709           |
| 2006   | 21,09            |
| 2007   | 20,90            |
| 2008   | 19,80            |
| 2009   | 19,82            |
| 2010   | 19,07            |
| 2011   | 17,66            |
| 2012   | 11,1*            |

* Für das vierte Quartal 2012 wurde der Marktanteil von Orange und Yesss! aufgrund der bereits im Raum stehenden Übernahme durch Drei separat ermittelt. Zusammen mit Yesss! hatte Orange Ende 2012 einen Marktanteil von 17,1 %.